# Mike Berry
Mike Berry, właśc. Michael Hubert Bourne (ur. 24 września 1942 w Northampton, zm. 11 kwietnia 2025) – brytyjski piosenkarz i aktor.
Jako muzyk największe sukcesy odnosił w latach 60., kiedy to trzy wykonywane przez niego piosenki znalazły się wśród utworów notowanych na UK Singles Chart. Najbardziej znanym spośród nich było Tribute to Buddy Holly. W latach 70. krajami, gdzie jego muzyka sprzedawała się najlepiej, stały się Holandia oraz Belgia. Pod koniec lat 70. zaczął pojawiać się w telewizji jako aktor, początkowo w produkcjach adresowanych do dzieci. Po odejściu Trevora Bannistera z bardzo popularnego wówczas sitcomu Are You Being Served?, Berry zajął jego miejsce jako młodszy sprzedawca w serialowym dziale odzieży męskiej w eleganckim domu towarowym. W 1980 nagrany przez niego cover piosenki The Sunshine of Your Smile, pierwotnie napisanej jeszcze przed I wojną światową, pozwolił Berry'emu ponownie znaleźć się na brytyjskich listach przebojów.
W późniejszych latach Berry wciąż występował na scenie, głównie podczas koncertów z udziałem innych gwiazd z dawnych lat. Regularnie grał z takimi wykonawcami jak Charlie Gracie, Jet Harris, John Leyton czy The Outlaws.

## Dyskografia
- Drift Away (1972)
- Rocks In My Head (1976)
- Sunshine Of Your Smile  (1980)
- Memories (1981)
- Tribute To Buddy Holly  (1986)
- Sounds Of The Sixties  (1989)
- Rock 'n' Roll Boogie..Plus  (1990)
- Rock And Roll Daze  (1995)
- Sunshine Of Your Smile (EP) (1995)
- Keep Your Hands To Yourself!  (2002)
- Don't You Think It's Time  (2003)
- About Time Too  (2005)
- Before I Grow Too Old (EP) (2006)
- Hi There Darlin'! Merry Christmas (EP) (2007)